# Junior (salám)

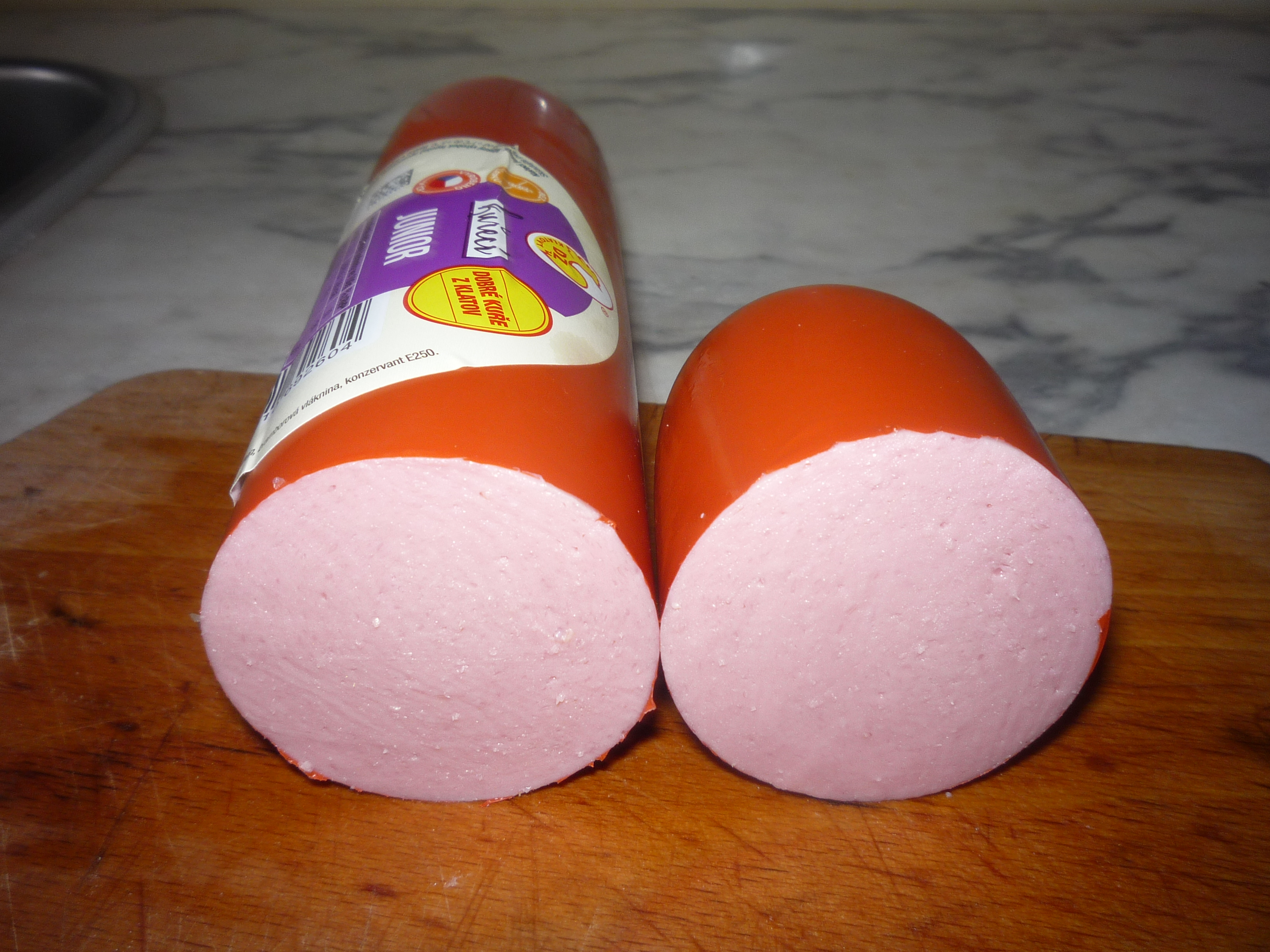
Salám Junior

Salám Junior je druh jemně mělněného salámu, který se vyznačuje velice jemnou strukturou bez výrazných hrubých částic s typickou růžovou barvou. 

## Receptura
Podle původní receptury (ČSN 57 6099) měl salám následující složení (na 100 kg hotového výrobku):
- hovězí maso výrobní zadní solené: 15,00 kg
- hovězí maso výrobní přední solené: 17,00 kg
- vepřové výrobní maso bez kůže solené: 45,00 kg
- telecí maso solené: 15,00 kg
- pepř mletý: 0,10 kg
- muškátový oříšek: 0,04 kg
- kyselina askorbová: 0,05 kg
- pšeničná bílkovina: 4,00 kg
- voda 15,00 l

Tento salám byl poměrně levný a velmi oblíbený např. mezi studenty. Dodnes je prodáván, občas se nazývá pokrm chudých.
Po zrušení závaznosti bývalých státních a podnikových norem počátkem 90. let 20. století došlo k prudkému snížení jeho kvality, poklesl podíl masa a zcela se při jeho výrobě přestalo používat telecí maso. V současné době obsahují některé salámy, které se skrývají pod značkou Junior méně než 30 % masa a skládají se zejména z vody, kůží, drůbežího separátu, bramborového škrobu a jiných náhražek.